# Platynematichthys notatus
Platynematichthys notatus är en fiskart som först beskrevs av Jardine, 1841.  Platynematichthys notatus ingår i släktet Platynematichthys och familjen Pimelodidae. Inga underarter finns listade i Catalogue of Life.